# Mărginenii de Jos, Prahova
Mărginenii de Jos este un sat în comuna Filipeștii de Târg din județul Prahova, Muntenia, România.

## Istoric
Așezarea este atestată documentar în 1440..
La sfârșitul secolului al XIX-lea, în 1864, Mărginenii de Jos era reședința comunei omonime din plasa Filipești a județului Prahova. Comuna avea 1808 locuitori, o școală frecventată de 40 de elevi (dintre care 2 fete) și o biserică fondată la 1857 de Dimitrie Dorobanțul. La începutul secolului al XX-lea, această comună a fost desființată, fiind comasată cu comuna Mărginenii de Sus în comuna Mărgineni. Această comună a fost la rândul ei arondată plășii Filipești a județului Prahova, iar în 1950, raionului Ploiești din regiunea Prahova și apoi regiunea Ploiești. În 1968, comuna a fost desființată, iar satul Mărginenii de Jos a trecut la comuna Filipeștii de Târg din județul Prahova.